# Siboniso Gaxa
Siboniso Pa Gaxa, född 6 april 1984, är en sydafrikansk fotbollsspelare som för närvarande spelar för Kaizer Chiefs FC och Sydafrikas fotbollslandslag.

## Klubbkarriär
Gaxa gick på universitetet i Port Elizabeth, som då hade ett fotbollslag som kontrollerades av det danska storlaget FC Köpenhamn.
2002 flyttade han till Supersport United, där han sannade i sex säsonger, innan han skrev på för Mamelodi Sundowns.
Under 2010 flyttade han till den belgiska fotbollsklubben Lierse SK.

## Landslagskarriär
Gaxa gjorde internationell debut den 4 juni 2005 i en match mot Kap Verde.
Han var med och spelade för Sydafrika i Fotbolls-VM 2010.